# 拉尚博尼
拉尚博尼（法語：La Chambonie，法語發音：[la ʃɑ̃bɔni]）是法国卢瓦尔省的一个市镇，位于该省西部，和多姆山省接壤，属于蒙布里松区。

## 地理
拉尚博尼（45°44'50"N, 3°44'55"E）面积4.42 平方千米，位于法国奥弗涅-罗讷-阿尔卑斯大区卢瓦尔省，该省份为法国中南部省份，北起顺时针与索恩-卢瓦尔省、罗讷省、伊泽尔省、阿尔代什省、上盧瓦爾省、多姆山省和阿列省接壤。
与拉尚博尼接壤的市镇（或旧市镇、城区）包括：勒布吕日龙、拉勒诺迪、沃洛尔蒙塔涅、拉尚巴、沙尔马泽勒-让萨尼耶尔。
拉尚博尼的时区为UTC+01:00、UTC+02:00（夏令时）。

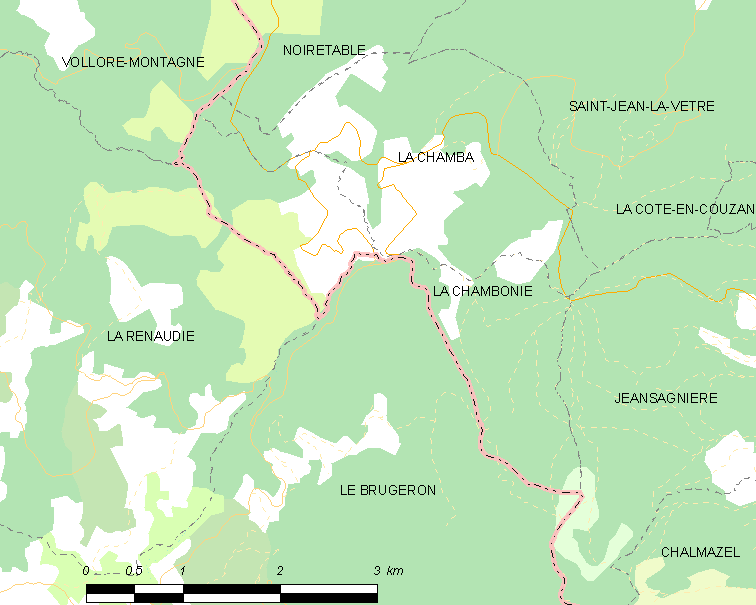
拉尚博尼的OSM定位图

## 行政
拉尚博尼的邮政编码为42440，INSEE市镇编码为42045。

## 政治
拉尚博尼所属的省级选区为利尼翁河畔博安县。

## 交通
卢瓦尔省省道D101线经过境内。

## 人口

1962-2008年间拉尚博尼人口变化图示

拉尚博尼于2022年1月1日时的人口数量为39人。